# Gentleman (The Saturdays)
Gentleman è un singolo del gruppo musicale pop britannico The Saturdays pubblicato come terzo estratto dal quarto album in studio, Living for the Weekend.
Presenta al lato B il singolo Wildfire.
Il singolo, scritto da Priscilla Renea, Lukas Nathanson e Scott Effman, ribadisce come sia difficile essere un gentiluomo nel mondo contemporaneo comparato agli anni Novanta.

## Video
Il video del brano è stato pubblicato sul canale Vevo-YouTube del gruppo alla mezzanotte del 22 maggio 2013. Il videoclip, probabilmente ispirato alla serie tv americana Desperate Housewives, presenta le componenti della band sia come delle vicine glamour in abiti da donna sia a ricoprire figure maschili vestite di tutto punto.

## Tracce
CD singolo - Versione UK
1. Gentleman - 3:42
2. Wildfire (scritta da The Saturdays e The Alias) - 3:37

EP download digitale
1. Gentleman - 3:42
2. Gentleman (The Alias Radio Edit) - 3:25
3. Gentleman (Signature's Back To the 90's Radio Edit) - 3:51
4. Gentleman (2nd Adventure Radio Edit) - 3:49
5. Wildfire (solo tramite preordine) - 3:37

## Classifiche
| Classifica (2011) | Posizione massima |
| ----------------- | ----------------- |
| Irlanda           | 28                |
| Scozia            | 10                |
| Regno Unito       | 14                |